# Movimento Popular de Libertação do Sudão na Oposição

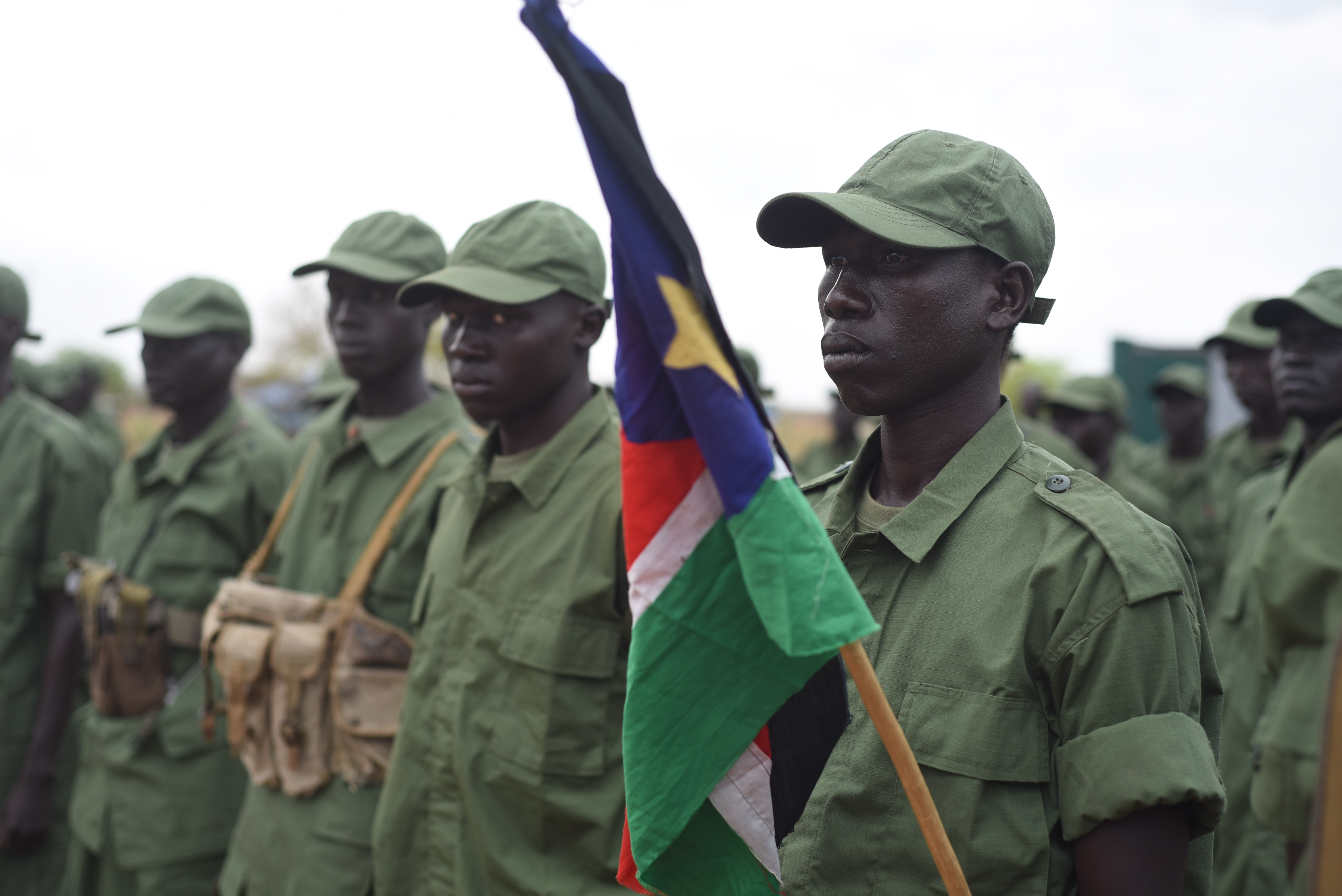
Combatentes do SPLA-IO (Sudan People's Liberation Movement-in-Opposition), em 2016.

Movimento Popular de Libertação do Sudão - Oposição (MPLS-O) é um partido político e grupo rebelde do Sudão do Sul, que se separou do Movimento Popular de Libertação do Sudão em 2013 devido as tensões políticas entre o presidente Salva Kiir e o vice-presidente Riek Machar Teny sobre a liderança do MPLS. As tensões entre as forças leais a ambos os presidentes mergulhariam o Sudão do Sul em uma guerra política, a Guerra Civil Sul-Sudanesa.
O partido e a milícia são conduzidos por Riek Machar. 